# Ban Thahintek
Ban Thahintek – wieś położona w południowo-wschodnim Laosie, w prowincji Attapu, w dystrykcie Samakkhixay.